# Schanzenanlage Alte Ruhl
Die Schanzenanlage Alte Ruhl ist eine Skisprunganlage im Thüringer Wald auf dem Gebiet der Stadt Ruhla.
Der Name Alte Ruhl geht auf die Wüstung Alte Ruhl zurück, einem der ältesten Siedlungsplätze auf dem Stadtgebiet von Ruhla.

## Lage
Die Schanzenanlage Alte Ruhl befindet sich oberhalb der Stadt Ruhla direkt an der Landesstraße 2119.

## Geschichte
Die erste Schanze, auf der auch internationale Wettkämpfe stattfanden, wurde 1925 im Lappengrund errichtet. Diese Schanze wurde 1959 durch die bis heute bestehende Anlage Alte Ruhl ersetzt.

## Beschreibung
Die Schanzenanlage wird für Training und Wettkämpfe genutzt. Die Schanzen mit einem K-Punkt von 5, 10 und 17 Metern sowie die Hans-Heß-Schanze mit einem K-Punkt von 37 Metern sind mit Keramikanlaufspuren und Kunststoffmatten ausgestattet. Die Jugendschanze mit einem K-Punkt von 57 Metern steht nur bei einer ausreichenden Schneedecke zur Verfügung.

### Schanzenprofil
| Jugendschanze              | Jugendschanze |
| Anlauf                     | Anlauf        |
| -------------------------- | ------------- |
| Neigung des Anlaufs (γ)    | 37°           |
| Aufsprung                  |               |
| Hillsize                   | 60            |
| Konstruktionspunkt         | 57 m          |
| K-Punkt Neigungswinkel (β) | 34°           |
| Größe                      |               |
| Schanzenrekord             | 62,5 m        |

| Hans-Heß-Schanze   | Hans-Heß-Schanze |
| Aufsprung          | Aufsprung        |
| ------------------ | ---------------- |
| Konstruktionspunkt | 37 m             |
| Größe              |                  |
| Schanzenrekord     | 42 m             |

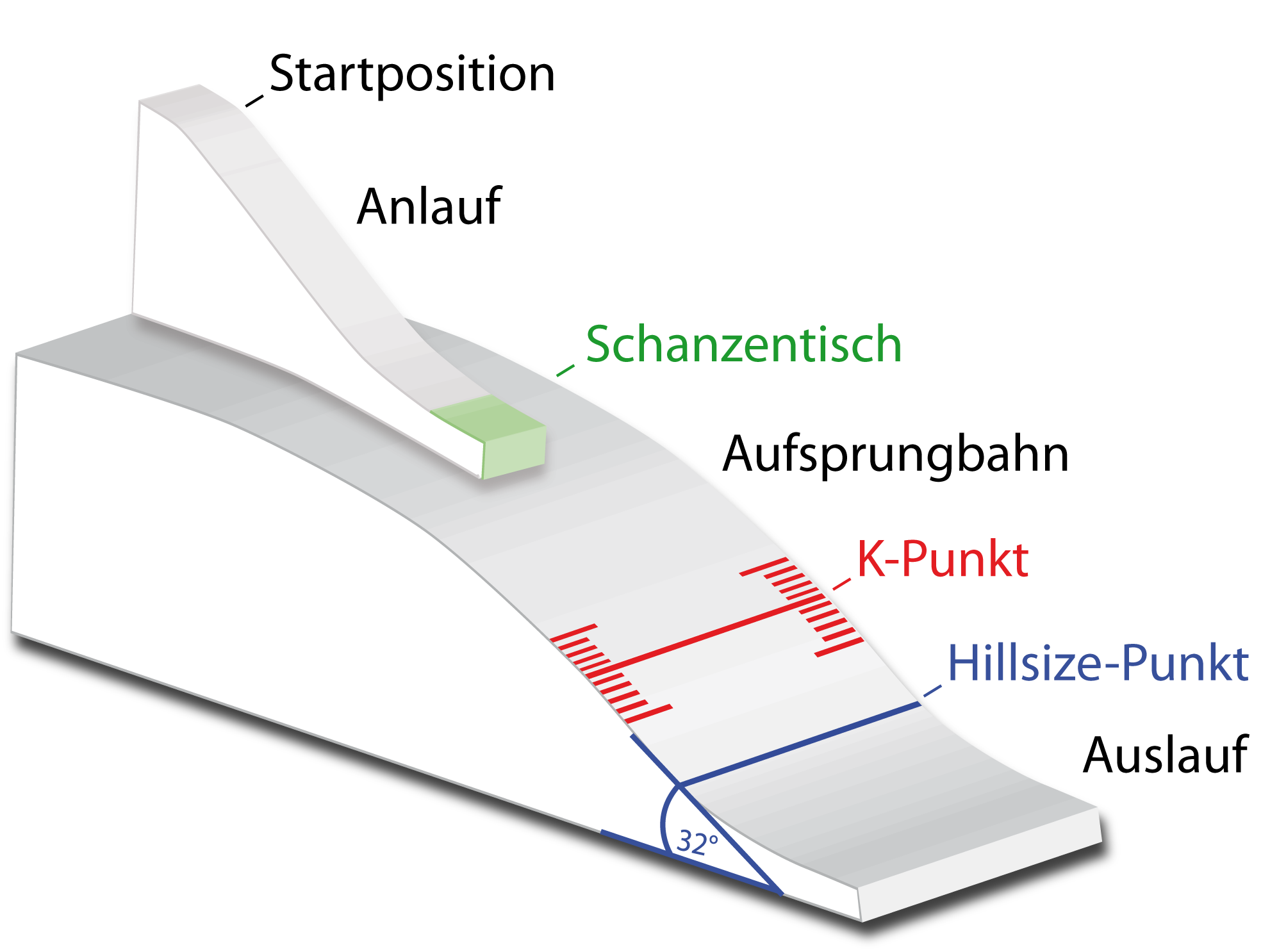
Schema einer Skisprungschanze

Neben der Jugendschanze und der Hans-Heß-Schanze gehören noch drei weitere Schanzen mit einem K-Punkt von 17, 10 und 5 Metern zur Schanzenanlage Alte Ruhl.

## Loipengarten
Der Loipengarten befindet sich am Auslauf der Schanzenanlagen und erstreckt sich in nördlicher Richtung bis in die Nähe des Waldbades von Ruhla. Die Langlaufloipen sind im Winter bei ausreichender Schneedecke für Skating und klassische Technik auf einer Länge von 2 km präpariert. Die Loipen sind zwischen 17 und 21 Uhr beleuchtet.